# Bastion de l'Ange
 (novembre 2017).
Si vous disposez d'ouvrages ou d'articles de référence ou si vous connaissez des sites web de qualité traitant du thème abordé ici, merci de compléter l'article en donnant les références utiles à sa vérifiabilité et en les liant à la section « Notes et références ».
Le bastion de l'Ange est un Bastion située à El Jadida, au Maroc.

## Localisation
Il se trouve sur l'Océan Atlantique en Cité Portugaise.

## Histoire
Le bastion est inscrit au titre des monuments historiques en 1998.